# Herregårdsmuseet Selsø Slot
Herregårdsmuseet Selsø Slot er et kulturhistorisk museum indrettet i Selsø Slot. Slottet er efterladt stort set, som da den sidste beboer flyttede derfra i 1829 og viser således et velbevaret barokslot. Inventaret blev dog solgt, og genstandende på museet i dag er således nyindkøbte antikviteter, der ikke altid har været på Selsø Slot.
Bygningen blev i 1995 overdraget til Den Plessenske Selsø Fond, der i dag driver museet.